# Natriumhexahydroxoantimonat(V)
Natriumantimonat, NaSb(OH)6 ist eine chemische Verbindung aus der Gruppe der Antimonate mit dem Natrium.

## Gewinnung
Die Verbindung konnte durch die langsame Verdampfung einer wässrigen Lösung von Kaliumhexahydroxoantimonat(V) und Natriumchlorid hergestellt werden.

## Eigenschaften
Natriumantimonat hat ein tetragonales Kristallsystem mit der Raumgruppe P42/n (Raumgruppen-Nr. 86). Die Gitterparameter liegen bei a = 8,029 Å, c = 7,894 Å und Z = 4.
Bei 600 °C beginnt sich Natriumantimonat zu zersetzen.